# DanishWine.com
DanishWine.com (Hofman & Søn ApS) er en dansk virksomhed stiftet i 2023 af Christopher Hofman Laursen. Virksomheden arbejder med formidling, markedsføring og salg af dansk vin.

## Historie
DanishWine.com blev etableret i 2023 med det formål at fremme kendskabet til danske vine gennem en online platform og samarbejde med vingårde. Virksomheden udvælger vine gennem personlige besøg hos danske producenter.

## Aktiviteter
Virksomheden driver en webshop med udvalgte danske vine og informationssider om danske vingårde. DanishWine.com er medlem af erhvervsforeningen Frederikssund Erhverv. Virksomheden deltog som vinudbyder ved arrangementet *Vin i Centrum* i Frederikssund i juni 2025.